# ديترويت كوجرز
ديترويت كوجرز هو نادي كرة قدم أمريكي أٌسس عام 1967.